# ТіК
«ТІК» (Тверезість і Культура) — український музичний гурт, створений у 2005 році Віктором Бронюком у місті Вінниця.

## Історія
Навесні 2005 року випускники Вінницького державного педагогічного університету заснували музичний гурт «ТІК», лідером якого став Віктор Бронюк. Перший виступ музикантів у Вінниці, на концерті гурту «Таліта Кум», перед тисячною аудиторією, виявився вдалим і цей день вважається Днем народження гурту «ТІК».

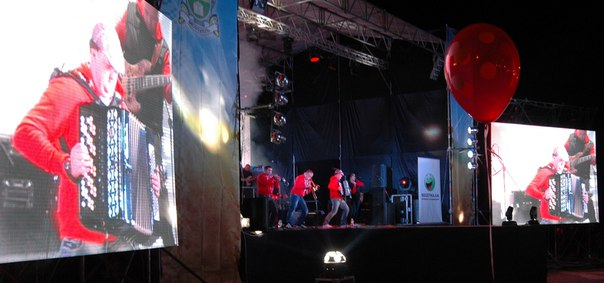

Перший демо-запис гурту потрапив до рук Віталія Телезіна (українського саундпродюсера, який працював з такими гуртами, як ВВ, Океан Ельзи, Друга ріка, Lama тощо), котрий погодився записувати «ТІК» у своїй студії «211», де спільно з білоруським гуртом «Ляпис Трубецкой» записували пісню «Олені».
Влітку учасники гурту працювали над дебютним альбомом «ЛітераDYPA».
24 вересня 2006 року пісня «Олені» з'явилася на національних радіостанціях, а 5-6 жовтня на Кіностудії імені Олександра Довженка відбувалися зйомки відеокліпу до пісні «Олені».
На початку 2007 року з'явилося нове відео до пісні «Вчителька».
27 травня 2007-го гурт «ТІК» презентував свій дебютний альбом «ЛітераDYРА». Протягом літа хлопці дали більше 50-ти концертів, серед них двічі в Польщі.
24 серпня 2007-го музиканти виступили на фестивалі «День Незалежності з Махном» у Запорізькій області, де організатори фестивалю нагородили гурт премією «Махновське відкриття року».
На початку листопада гурт презентує своє третє відео на пісню «Апрєль» і починає готуватися до всеукраїнського туру, а вже у лютому 2008 року виходить сингл та відео на пісню «Прощайте дівчата», яка і стала лейтмотивом повноцінного турне.
11 березня 2008 року «ТІК» розпочинає Всеукраїнський тур «Байки про Оленів» у рідній Вінниці. За два місяці хлопці дали 35 концертів у 27-ми містах України і перервали своє тріумфальне турне лише 1 раз — 20 березня. Саме у цей день гурт отримав музичний приз в одній з восьми номінацій "Першої Музичної Джем-FM-Премії «НеПопса», під назвою «Найкращий дебют 2007 року».
Закінчився тур 1 травня 2008 року на фестивалі «Таврійські ігри», де «ТІК» виступав на основній сцені з повноцінною сольною програмою. Саме тут вони вперше виконали шлягер «Бєлиє рози» українською мовою, а також презентували кліп на пісню «Сосюра». Кліп зняли під час одного з концертних турів.
2 червня 2008 року хлопці відсвяткували третю річницю колективу й вирішили присвятити літо не лише концертній діяльності, а й запису другого альбому.
28 липня студія «211» гостинно відкриває свої двері для реалізації всіх творчих задумів Віктора Бронюка, який наважується зробити один із найважливіших кроків у особистому житті. Він одружується і, під час весілля, команда Романа Веркуліча знімає кліп на композицію «Білі Троянди».
25 вересня 2008 виходить другий альбом гурту «тиХИЙ».
У листопаді презентовано відео на пісню «Свєта», режисером якого став Алан Бадоєв. А продюсер гурту, незважаючи на фінансову кризу, почав готуватися до другого Всеукраїнського Туру гурту «ТІК», який вже за традицією відбувся навесні. Всеукраїнський «тиХИЙ» тур налічував 50 сольних концертів. 31 березня гурт «ТІК» завершив свій «тиХИЙ» тур «Великим антикризовим концертом» у київському Палаці Спорту і зібрав 7 тисяч глядачів.
У вересні був презентований новий відеокліп на пісню «Сірожине пірожине», а в лютому 2010 року відбувся вихід кліпу на пісню «Чоловіче щастя».
25 лютого 2010 року у прокат вийшов фільм «Кохання у великому місті-2», саундреком до якого стала композиція «Олені».
16 березня грандіозним концертом у київському Палаці Спорту розпочався третій всеукраїнський «Народний тур», відмінністю якого є те, що в ньому брали участь місцеві колективи.
21 лютого 2011 року гурт «ТІК» зіграв грандіозний «Естрадно-Сімфонічєскій Бомбічєскій концерт» за участю Ансамблю пісні і танцю Збройних Сил України, під керівництвом Дмитра Антонюка. Одночасно на сцені виступило 97 артистів. У прямому ефірі концерт транслював Перший Національний телеканал.
3 червня 2011 року гурт «ТІК» взяв участь у триб'юті Братів Гадюкіних та разом із «гадами» виконав пісню «Міську вважай».
1 вересня ТІК відзняв кліп на композицію «Не цілуй», яку виконав разом із Іриною Білик. Зйомки відбувались на недобудованому мосту біля Труханового острова. Режисером відео виступив Сергій Ткаченко, а оператором Олексій Хорошко.
У жовтні 2011 року вінницький гурт презентував свій третій альбом «Весільний». Після чого, колектив одразу вирушив у четвертий всеукраїнський тур, який так само, як і альбом, називався «Весільний».
10 жовтня 2012 року гурт опублікував пісню про рідне місто «Вінниця — найкраще місто на глобусі».
15 листопада «ТІК» зіграв масштабний «Весільний» концерт у київському Палаці спорту, спеціальним гостем якого стала українська співачка Ірина Білик. Вона разом із Віктором Бронюком виконала композиції: «Не цілуй», «Дорога в нікуди» та «Чорні очка, як терен».
На початку грудня 2011 року гурт відзняв кліп на пісню «Гуляй, народ!», яка ідеально пасує до Новорічних та Різдвяних свят.
26 січня 2012 року в український прокат вийшов фільм «Ржевський проти Наполеона», у якому знявся і гурт «ТІК» . У стрічці учасники гурту виступили в ролі веселих музикантів та зіграли на весіллі у Наполеона «Сірожине Пірожине».
Взимку 2012 року «ТІК» презентував кліп на пісню «Абонент». Відео на яку відзняли на замерзлому морі в Одесі та у спекотних Арабських Еміратах. В травні того ж року, гурт «Тверезість і Культура» відзняв відео на композицію «Ендорфіни».
А вже у вересні 2012 року лідер гурту «ТІК» Віктор Бронюк взяв участь у триб'юті вокальної формації Піккардійська терція. На 20-річчі львівської терції Віктор разом із учасниками формації виконав композицію «Старенький трамвай».
6 листопада «ТІК» зіграв грандіозний сольник у Львівській опері, який пройшов із аншлагом. Охочих потрапити на концерт було настільки багато, що організаторам довелось доставляти стільці у залі.
А вже у День святого Миколая гурт «ТІК» та Ірина Білик презентували кліп на пісню «Зима», в якому Віктор та Ірина перевтілились у сніговиків.
26 березня 2013 року стартував всеукраїнський тур «Найкращі українські хіти» у виконанні гурту «ТІК» та Ірини Білик. Артисти дали 24 концерти за 30 днів, за що і потрапили до «Книги рекордів України».
В серпні 2013 року стартував всеукраїнський тур «Великий тур маленькими містами». Цього разу на карті туру поставлені 50 маленьких міст, які зазвичай обділені увагою артистів.
19 листопада 2013 року у гурта виходить кліп на пісню «Люби ти Україну». Режисером кліпу став вже знайомий по «Оленях» та інших відео «ТІК» Роман Веркулич. Усі сцени кліпу знімались посеред чистого поля під Бучею.
7 жовтня 2014 року гурт презентує новий трек «Від виборів до виборів» .
12 грудня 2014 року «ТІК» презентує життєвий і дуже емоційний кліп на пісню «Запах війни», який зняв герой України, режисер і оператор Ярослав Пілунський, який ще навесні, під час анексії Криму, на собі відчув весь жах полону. Кліп був відзнятий за участі справжніх волонтерів громадської організації «Народний тил». На сьогодні Ярослав Пілунський та творче об"єднання «Вавілон 13» разом з гуртом «ТІК» активно підтримують рух волонтерської допомоги армії.
30 березня 2015 року виходить прем'єра кліпу «Meine Liebe», а в ньому любов, весна і життя сповнене надії. Режисер кліпу — Роман Веркулич. У кліпі знявся телеведучий Славко Соломка.
16 червня 2016 року гурт випускає кліп на пісню «ІсторіЯ», у якому присутні кадри з концерту у Костянтинівці та поїздок до інших військових частин на передовій.
13 квітня 2016 року «ТІК» презентує народний фантастично-еротичний кантрі-екшн «Робот». За словами режиссера Алана Бадоєва, кліп на пісню «Робот» став ще одним феєричним твором у переліку його «смішних, цікавих, потужних» відеоробот для гурту. Представники знімальної групи декілька тижнів ретельно обирали локацію для натурних зйомок. У результаті обрали будиночок у селі Мощун Київської області. Постановники та декоратори ґрунтовно попрацювали над внутрішнім та зовнішнім оформленням будинку. Заради мистецтва господарі пожертвували вхідними дверима, меблями і навіть городом. У кадрі задіяли місцеву живність: кіз, собак, півнів, корів. Натуральні продукти місцевого виробництва та, звісно, самогон. А також бойові вила, сокиру і «важку артилерію» у вигляді сільськогосподарської техніки. Музиканти гурту «ТІК» на чолі із Віктором Бронюком брали участь у батальних сценах. Зі зброєю в руках відстоювали людську гідність у боротьбі зі звабливим і практичним Термінатором. Були задіяні у гендерному протистоянні. І з ніг до голови просочилися пилом, яким спеціально підіймали мітлами для атмосферного фону. У кліпі достатньо іронічних натяків — як, власне, і у самій пісні «Робот».
3 жовтня 2016 року гурт випускає анімаційний кліп «РОБОТіК 18+» .
26 січня 2017- го у світ виходить кліп на пісню «АЛЬО-НА» . А влітку 2017 гурт презентує ще одну відеороботу на пісню «Емочка», режисером якого стала VINIARSKAYA.
18 вересня 2017 року на телеканалі СТБ стартував третій сезон серіалу «Коли ми вдома. Нова історія». Саундтреком екранних перипетій стала нова пісня «Коли ми вдома» від «ТІКу», яку лідер колектива Віктор Бронюк написав спеціально для серіалу.
7 грудня 2017-го «ТІК» разом із творчою командою та акторами серіалу «Коли ми вдома. Нова історія» на телеканалі СТБ презентували новорічно-побутовий детектив про дорослий контакт зі Снігуркою — святкове зимове відео на амурну літню композицію «Волошки». До речі, Віктор Бронюк є автором ідеї кліпу. І в кадрі ми бачимо реальну родину співака — дружину Тетяну та дітей Єву і Даню.
4 січня 2018 року Віктор Бронюк та гурт «ТІК» зіграли роль у серіалі «Коли ми вдома. Нова історія» на телеканалі СТБ.
14 жовтня 2018 року лідер гурту «TIK» Віктор Бронюк зіграв роль в історично-патріотичному відео «Лист московському шайтану!» від «Країни ФМ» до Дня захисника України та Дня українського Козацтва. Відео присвячується тим, хто захищав і захищає нашу землю від ворогів.
25 жовтня 2018 року Гурт «ТІК» презентує атмосферне відео на ліричну композицію «Злива». В головній ролі — прима-балерина Національного академічного театру опери та балету України Христина Шишпор. Відео «Злива» — алегоричний кліп на тему особистого та професійного щастя. Багато дівчаток мріють стати балеринами. Але життя балетної танцівниці — це не тільки велика сцена та оплески в кращих театрах світу. Це виснажлива праця, травми, дієти…
«Злива» бере початок в атмосфері моїх віршів з книги «Без звуку». Коли ми записували «Зливу» в студії, почалася справжня злива. Ми вискочили надвір з мікрофоном. Тож, у фінальній версії пісні звучить реальна злива." — розповідає лідер гурту «ТІК» Віктор Бронюк. 

1 березня 2019 року гурт «ТІК» презентує передвиборчий екшн «Циклони».
«Циклони» — це гротескна форма того, що відбувається у нашій країні напередодні виборів. Всі персонажі, звичайно, вигадані. Якщо ви бодай раз не посміхнетесь протягом нашого відео «Циклони», обіцяю вам повернути долар по вісім. А якщо серйозно, ставтеся до виборів як не до розваги, а як до відповідальної місії. Бо зараз від кожного з нас залежить асенізація політичних процесів у нашій країні та добра погода!" — говорить лідер гурту Віктор Бронюк.
18 грудня 2019 року «ТІК» випускає відео на святкову пісню «Новий рік». У новому кліпі продюсер гурту Олег Збаращук прагне змін у колективі, однак, Віктору Бронюку ця думка не до вподоби. Та він погоджується на кастинг з метою знайти ще одного соліста, точніше — солістку. Чим закінчився Фінал національного відбору на ТІКобачення? Чи залишився у гурті Віктор Бронюк? Відповідь на це питання спробував дати Роман Веркулич — режисер відео.
24 березня 2020 року «ТІК» на чолі із Віктором Бронюком презентує світлу баладу-сповідь «Донечка». Щоб надати особливій пісні особливого звучання, музиканти «ТІК» відмовились від традиційних духових і запросили на запис у студію струнний квартет, партії для якого, разом із більшою частиною аранжування, розписав клавішник гурту Євген Зиков.
«Кожне слово цієї пісні — від щирого серця. В ній все, що хочеться сказати й побажати тим, кого любиш. Коли я її співаю, звісно, у першу чергу думаю про свою донечку Єву, чия поява на світ раз і назавжди змінила моє життя.» — ділиться особистим Віктор Бронюк. 
9 липня 2021 гурт презентував нову літню пісню «Лілька» . За словами Віктора Бронюка, дівчата з «асоціації Лільок» часто зверталися до нього із проханням написати трек на честь їхнього імені. У композиції розповідається про переваги літньої відпустки, довгоочікуваний відпочинок на березі моря. У пісні є своєрідна музична суміш синті-попу та запальної гуцульської музики. Також гурт презентував кліп на пісню «Лілька».
25 березня 2022 року гурт «ТІК» перевипускає пісню-маніфест боротьби українців «Люби ти Україну»: з новим відео, сенсами і символами. Режисером відео роботи став Роман Веркуліч.
У грудні 2022 року гурт «ТІК» презентує нову пісню «Журавлі». Це присвята всім, хто віддав життя за Україну. Також на цю пісню виходить кліп, який зняв режисер Роман Веркулич.
«Існує легенда, що саме із журавлями душі загиблих воїнів повертаються до рідної землі і своїх домівок, де досі чекають… Саме тому нову пісню ми назвали „Журавлі“.» — говорить фронтмен «ТІК» Віктор Бронюк.
З 2014-го року, окрім творчої діяльності, лідер гурту Віктор Бронюк активно займався допомогою українським військовим на Сході.

## Склад

### Теперішні учасники
- Віктор Бронюк — вокал, баян
- Вікторія Воронюк — бек-вокал
- Сергій Апанасенко — гітара
- Владислав Хмарський — барабани
- Олександр Клименко — бас-гітара
- Євген Зиков — клавішні, баян
- Олександр Щур — труба
- Сергій Шамрай — тромбон

### Колишні учасники
- Юрій Марценюк — саксофон, клавіші
- Денис Репей — бас
- Костянтин Терепа — гітара
- Віктор Голяк — гітара
- Сергій Федчишин — бас-гітара
- Олександр Філінков — барабани
- Олексій Ліманець — бас-гітара
- Олександр Пінчук — гітара
- Костянтин Самойлюк — бас-гітара
- Ян Нікітчук — труба

Під час «Народного туру» як сесійні учасники були залучені додатково друга труба, другий тромбон, флюгельгорн і туба/гелікон.

## Дискографія
- 2007 — ЛітераDYPA
- 2008 — тиХИЙ
- 2011 — Весільний
- 2015 — Люби Ти Україну!
- 2023 — 18+

## Відеокліпи
1. 2006 — Олені
2. 2007 — Вчителька
3. 2007 — Апрєль
4. 2008 — Сосюра
5. 2008 — Прощайте дівчата
6. 2008 — Білі троянди (Роман Веркуліч)
7. 2008 — Свєта (Алан Бадоєв)
8. 2009 — Ще НВУ
9. 2009 — Сірожине пірожине (А. Бадоєв)
10. 2010 — Чоловіче щастя
11. 2010 — Для мами
12. 2011 — Не цілуй
13. 2011 — Гуляй, народ!
14. 2012 — Абонент
15. 2012 — Ендорфіни
16. 2012 — Зима
17. 2013 — Біла хмара, чорна хмара (Р. Веркуліч)
18. 2013 — Люби ти Україну!
19. 2014 — Запах війни (Ярослав Пілунський)
20. 2015 — Meine Liebe (Роман Веркулич)
21. 2016 — Робот
22. 2016 — РобоТіК [Архівовано 15 листопада 2016 у Wayback Machine.]
23. 2017 — «Альо-на»
24. 2017 — «Еммочка»
25. 2017 — «Волошки»
26. 2018 — «Злива»
27. 2019 — «Циклони»
28. 2019 — «Новий Рік»
29. 2020 — «Донечка»
30. 2021 — «Лілька»
31. 2021 — «Олені» (римейк з Jerry Heil)
32. 2022 — «Журавлі»